# Brebu (Caraș-Severin)
Brebu é uma comuna romena localizada no distrito de Caraș-Severin, na região de Banato. A comuna possui uma área de 76.89 km² e sua população era de 1049 habitantes segundo o censo de 2007.